# フアン・クルス・レアル
フアン・クルス・レアル（Juan Cruz Real、1976年10月8日 - ）は、元アルゼンチンのサッカー選手、サッカー指導者。
南米のリーグで数多くの経験を積み、最後はカナダのプロサッカーリーグでキャリアを終えた。

## 選手経歴
1997年にデポルティボ・エスパニョールと契約し、翌シーズンにはコロンビアのミジョナリオスFCでプレーした。1999年にはアルゼンチンに戻り、アルセナルFCと契約。その後、インデペンディエンテ・リバダビア、アルミランテ・ブラウン・デ・アレシフェスとアルゼンチンの下部リーグで活躍し、1999年にはトルネオ・アルヘンティーノAで優勝した。クルス・レアルは、2002年にハイチ島のルラドに所属し、2003年には南米大陸に戻りチリのウニオン・サン・フェリペに所属した。
2004年には再びカナダに渡り、カナダ・プロフェッショナル・サッカーリーグのブランプトン・ヒットメンと契約した。2004年9月10日に行われたトロント・スープラ戦でデビューした。ワイルドカード・プレーオフのトロント・クロアチア戦に出場したが、3-1のスコアで敗退した。
翌年、ライバルのハミルトン・サンダーと契約。ハミルトンでの実績は、ディビジョン優勝とポストシーズン進出。2009年には、カナディアン・サッカー・リーグのノース・ヨーク・アストロズに所属した